# حوزه انتخابیه بیست‌وششم نیویورک
حوزه انتخابیه بیست‌وششم نیویورک یک حوزه انتخابیه مجلس نمایندگان آمریکا است که در ایالت نیویورک قرار دارد.